# خوان خوسيه أريفالو
خوان خوسيه أريفالو بيرميخو (بالإسبانية: Juan José Arévalo)‏ (10 سبتمبر 1904م - 8 أكتوبر 1990م) هو أستاذ فلسفة وأصبح بعدها أول رئيس منتخب ديمقراطيَّاً في غواتيمالا في عام 1944م. وكان قد انتخب في أعقاب انتفاضة شعبية ضد الولايات المتحدة المدعومة من الدكتاتور خورخي أوبيكو التي بدأت الثورة في غواتيمالا، بقي في منصبه حتى عام 1951م، على قيد الحياة عدة محاولات انقلابية. وقال إنَّه لم يخض الانتخابات لعام 1951م، اختارت بدلاً من ذلك لتسليم السلطة إلى جاكوبو أربينز. كرئيس، وسَنَّت عدة سياسات الإصلاح الاجتماعي، بما في ذلك زيادة الحد الأدنى للأجور، وسلسلة من برامج محو الأمية. كما أشرف على صياغة دستور جديد في عام 1945م.

## روابط خارجية
- خوان خوسيه أريفالو على موقع الموسوعة البريطانية (الإنجليزية)
- خوان خوسيه أريفالو على موقع مونزينجر (الألمانية)

- "Echoes from a Sardine". Time Inc. 5 يناير 1962. مؤرشف من الأصل في 2013-08-23. اطلع عليه بتاريخ 2007-03-31.